# Promenade de la Cour dans les jardins de Versailles
Promenade de la Cour dans les jardins de Versailles est un tableau réalisé en 1895 par le peintre français Jean-Léon Gérôme. Cette peinture à l'huile sur toile, de format horizontal de 81 × 139 cm cm, représente le roi Louis XIV et Madame de Maintenon se promenant dans le parc du Château de Versailles avec la cour. Le tableau est présenté au salon de peinture de 1896, la même année que La Vérité sortant du puits. 
Le tableau était la propriété de Joan Cohen à New York depuis 1956. Il est vendu par Sotheby's à New York en 2021.
Le sujet a été inspiré au peintre par l’une de ses visites du château. Invité pour un repas à Versailles et étant arrivé en retard, il est parti dans le parc à la recherche de ses amis. « C'est en me retrouvant à proximité du château que je fus vivement impressionné par la vue. Le soleil était bas et dorait à peine le sommet du palais ; tandis qu'au-dessus, la lune, d'une teinte verdâtre, ajoutait une note mélancolique – triste, placide et poétique. Cette vision n’est pas tombée dans l’œil d’un aveugle, et j’ai tout de suite compris que c’était ici le sujet d’un tableau. » 

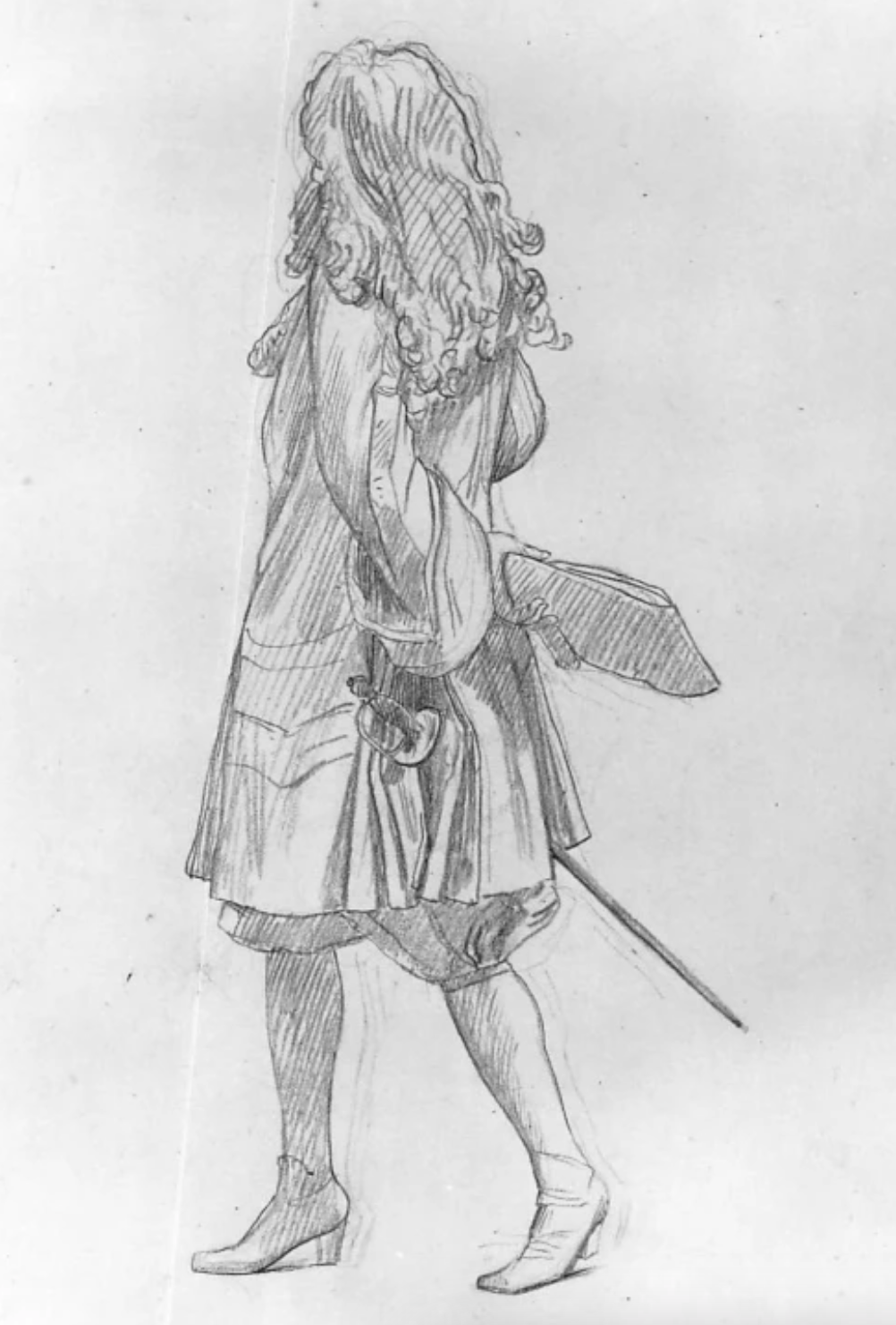
Esquisse d'un courtisan.

Après avoir trouvé ses hôtes, il partage son expérience, pensant à une nouvelle réalisation. Son ami, Victorien Sardou est un expert en voitures d'époque et lui propose d'utiliser sa collection de dessins, gravures et peintures sur le sujet. À la fin du repas, Gérôme a une idée précise de ce qu’il allait peindre.
La scène se déroule au bord du Bassin du Nord, un cortège formé de la cour s’éloigne du château. En tête de file se trouve Louis XIV, marchant à côté de Madame de Maintenon assise dans une chaise à trois roues poussée par un serviteur. Ils sont suivis de près par trois petits pages. Derrière un défilé de courtisans dans ou à côté de leurs propres chaises à roues. L’action se déroule au coucher du soleil, éclairant faiblement le dernier étage du château. La lumière se reflète sur la surface du bassin où l’on voit un couple de cygne. Le ciel sans nuages est éclairé par une pleine lune verdâtre.  
Gérôme se servit des nombreux costumes achetés pour La Réception de Condé à Versailles pour cette promenade. 
La lune de couleur verdâtre n’a pas plu à la presse qui y voit un sous-entendu salace. Quand l’artiste apprend, lors d’un prêt de la toile pour une exposition à Paris, que la lune a disparu de son œuvre lors de l’achat par Edward Brandus à New York en 1901 : Il fait valoir son droit moral qui donne à un artiste le droit de préserver le caractère de ses œuvres. Gérôme repeint la lune, mais en adoucissant sa couleur inhabituelle. Il écrit le 6 avril 1903 à Brandus : « J'ai remis en ordre mon tableau La Promenade de la Cour à Versailles, qui avait été mutilé. J'ai repeint entièrement le ciel et remis en place la lune qui avait été effacée. » 
La toile est signée en bas à gauche sur le rebord du bassin : J. L. GEROME.
Gérôme a peint trois sujets avec Louis XIV : Réception du Grand Condé à Versailles, Louis XIV et Molière.